# Mesochorus pentagonalis
Mesochorus pentagonalis är en stekelart som beskrevs av Dasch 1974. Mesochorus pentagonalis ingår i släktet Mesochorus och familjen brokparasitsteklar. Inga underarter finns listade i Catalogue of Life.